# Réserve naturelle orientée de Piana Grande della Majelletta
La réserve naturelle de de Piana Grande della Majelletta est un espace naturel protégé créé dans les Abruzzes en 1982. Elle est située dans les communes de Caramanico Terme et  Roccamorice, dans la province de Pescara,.

## Historique
La réserve naturelle orientée s'étend sur près de 4 km2 avec un dénivelé compris entre 1 000 m et 2 400 m. Elle est caractérisée par l'absence totale de cours d'eau. La variabilité altimétrique progressive de la réserve, combinée à la mutabilité climatique qui en résulte, comprend la présence de trois milieux naturels différents (subatlantique, boréal et de haute montagne méditerranéenne), chacun caractérisé par son propre spectre chorologique des différentes espèces végétales qui y prospèrent.
La réserve a été créée par arrêté ministériel de l'agriculture et de la forêt du 18 octobre 1982 en tant que réserve naturelle domaniale orientée. Avec la loi n. 394 de 1991 a été inclus dans le territoire du parc national de la Majella, situé dans la zone A.

## Flore

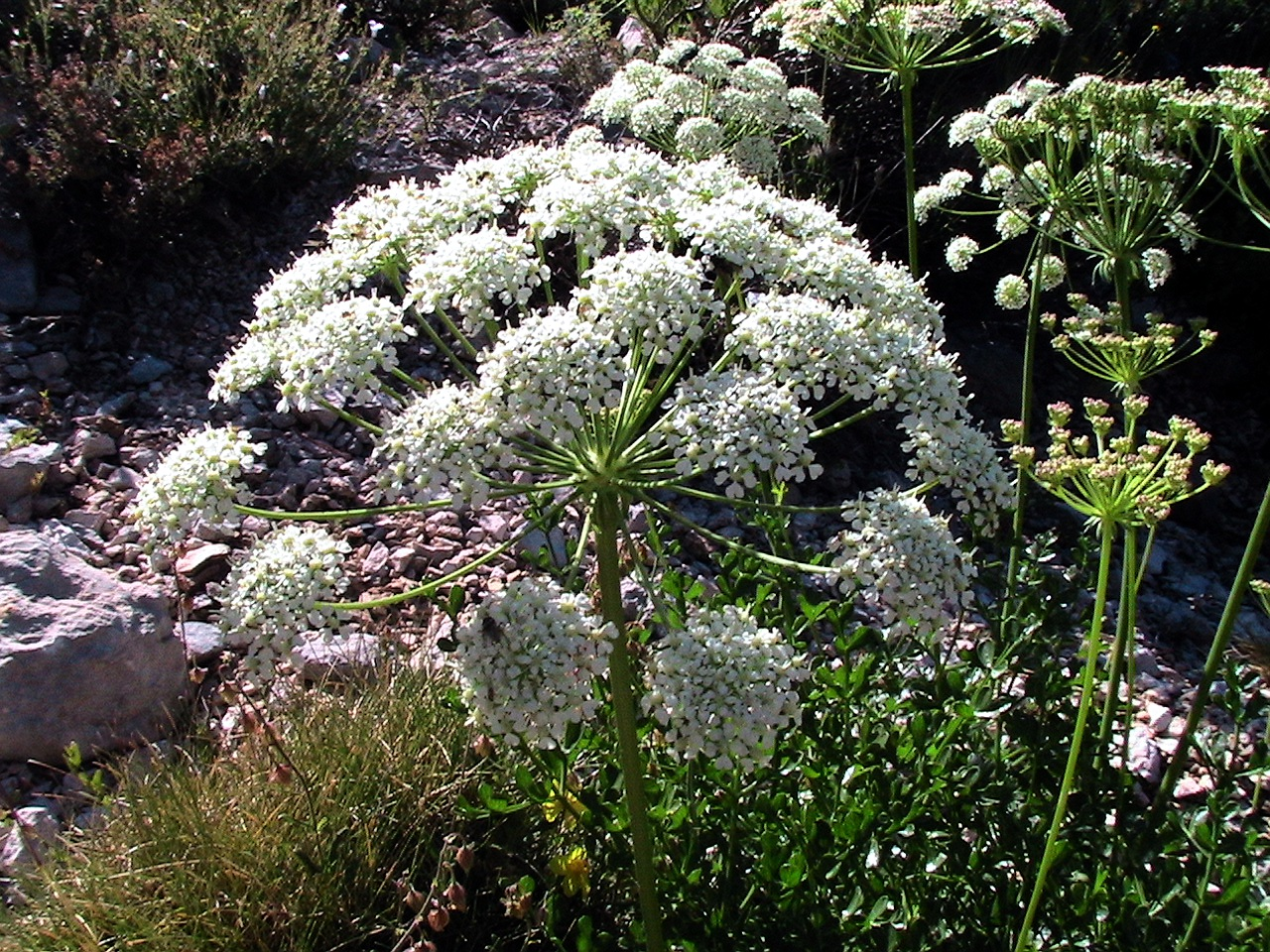
Laser odorant (laserpitium gallicum)

La flore comprend différentes variétés d'espèces arboricoles, herbacées et florales, réparties comme suit :
- Environnement subatlantique (1 000 à 1 800 m d'altitude) : houx, asplenium scolopendrium, actée en épi, adénostyle à feuilles d'alliaire, daphné lauréole, cardamine à neuf folioles, Anémone hépatique, érine des Alpes, hêtre commun, polystic à aiguillons, prénanthe pourpre, sureau noir, if commun et grande giroflée ;
- Milieu boréal (1 800 à 2 000 m  d'altitude) : pin mugho et pirole unilatérale ;
- Milieu méditerranéen de haute montagne (2 000 à 2 400 m  d'altitude) : dryade à huit pétales, potentille à tiges courtes, primevère oreille d'ours, edelweiss des Apennins, inule à deux faces et laser odorant.

## Faune

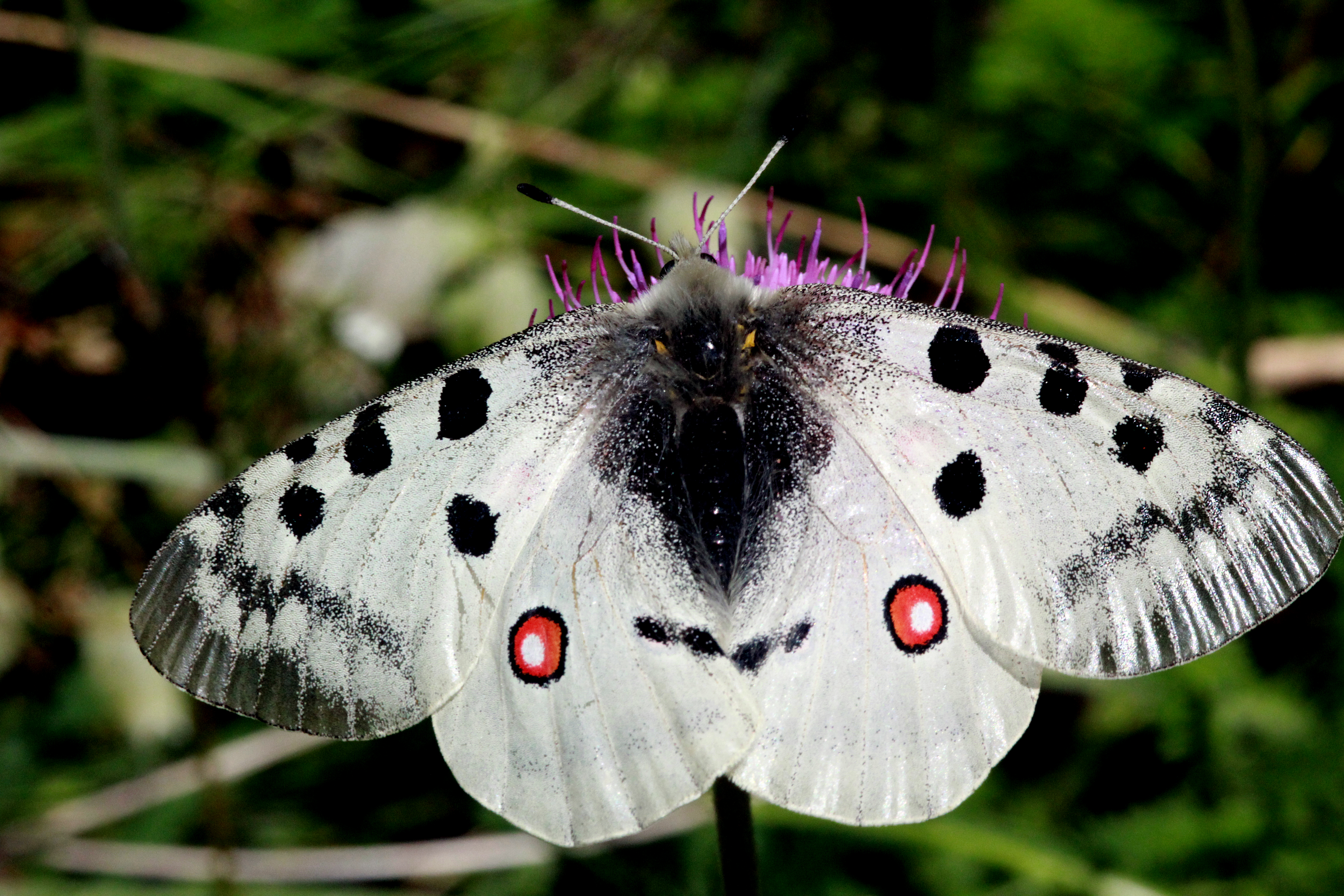
Parnassius apollo

La faune est diversifiée, comprenant, pour les grands et petits mammifères, des espèces de chamois des Apennins, chevreuils, cerfs, chats sauvages, lièvres, loup des Apennins , ours brun marsicain et renard roux, et parmi les oiseaux, rapaces et autres, des espèces d'aigle royal, perdrix bartavelle, bec-croisé des sapins, buse, faucon pèlerin, niverolle alpine,... ; tandis que le les reptiles sont représentés par la rare vipère d'Orsini, présente dans les ravins rocheux de haute altitude. Parmi les invertébrés, se distingue le Parnassius apollo , une espèce faunique rare endémique de la réserve.